# Brian McKnight

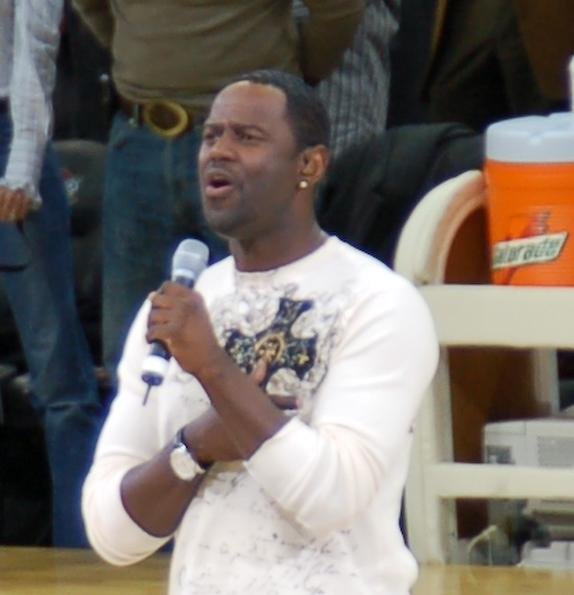
Brian McKnight

Brian McKnight (Buffalo, New York, 5 juni 1969) is een Amerikaans pop- en R&B-zanger, tekstschrijver en platenproducent. Hij werd genomineerd voor een Grammy Award voor het album Anytime. Hij is in Nederland voornamelijk bekend van zijn 1999-hit "Back At One", die plaats 28 in de Top 40 en 33ste in de Single Top 100 lijsten behaalde.

## Biografie
McKnight begon zijn muzikale carrière in zijn kinderjaren, waarin hij lid was van een kerkkoor van de zevendedagsadventisten. Daarnaast was hij bandleider op de Sweet Home High School in Amherst, New York. Aangemoedigd door zijn oudere broer Claude, stuurde McKnight een demotape op. Dit leidde ertoe dat McKnight op 19-jarige leeftijd zijn eerste platencontract ondertekende bij Mercury Records.
Zijn eerste album was Brian McKnight in 1992. Hij bracht nog drie andere albums uit voor Mercury Records voordat hij de overstap maakte naar Motown Records. Zijn laatste album bij Mercury Records was Anytime, waarvan meer dan twee miljoen exemplaren werden verkocht.
Zijn eerste (kerst)album Bethlehem bij Motown was goed voor 3 miljoen verkochte exemplaren. In 1999 verscheen zijn tweede album bij Motown, getiteld Back at One. Door zijn carrière heeft hij met een verscheidenheid van musici samengewerkt, onder anderen Ma$e, Sean Combs, Mary J. Blige, Justin Timberlake, Vanessa Williams, Kirk Franklin, For Real, Canibus, Quincy Jones, Boyz II Men, Christina Aguilera, Shoshana Bean, St.Lunatics en Mariah Carey.

## Discografie

### Prijzen en nominations
American Music Awards
- 2001: Favorite Male R B/Soul Artist: (Winner)
- 1999: Favorite R B/Soul Album: Anytime (Nominated)

BET Awards
- 2007: BET J Cool Like Dat: (Nominated)

Grammy Awards
- 2005: Best R B Male Vocal Performance: "What We Do Here" (Nominated)
- 2004: Best R B Male Vocal Performance: "Shoulda, Coulda, Woulda" (Nominated)
- 2003: Best R B Performance by a Duo or Group: "All the Way" w/ Kenny G (Nominated)
- 2002: Outstanding Song Written for a Motion Picture of Television Series: "Win" from Men of Honor (Nominated)
- 2002: Best Male Pop Vocal Performance: "Still" (Nominated)
- 2002: Best Pop Collaboration w/ Vocals: "My Kind of Girl" w/ Justin Timberlake (Nominated)
- 2002: Best R B Song: "Love of My Life" (Nominated)
- 2002: Best R B Male Vocal Performance: "Love of My Life" (Nominated)
- 2001: Best Male Pop Vocal Performance: "6, 8, 12" (Nominated)
- 2001: Best R B Male Vocal Performance: "Stay of Let It Go" (Nominated)
- 2001: Best R B Performance by a Duo or Group: "Coming Back Home" w/ Bebe Winans and Joe (singer) (Nominated)
- 2000: Best R B Album: Back at One (Nominated)
- 2000: Best Short-Form Music Video: "Back at One" (Nominated)
- 1999: Best R B Male Vocal Performance: "The Only One For Me" (Nominated)
- 1999: Best Male Pop Vocal Performance: "Anytime" (Nominated)
- 1994: Best Pop Collaboration w/ Vocals: "Love Is" w/ Vanessa L. Williams (Nominated)

Image Awards
- 2002: Outstanding Male Artist: Superhero (Nominated)
- 2001: Outstanding Male Artist: "Stay of Let It Go" (Nominated)
- 2000: Outstanding Male Artist: "Back at One" (Winner)

MTV Video Music Awards
- 2000: Best R B Video: "Back at One" (Nominated)
- 1998: Best R B Video: "Anytime" (Nominated)

Soul Train Awards
- 2002: Best R B/Soul Male Single: "Love of My Life" (Nominated)
- 2000: Best R B/Soul Single Male: "Back at One" (Nominated)
- 2000: Best R B/Soul Male Album: Back at One (Nominated)
- 1999: Best R B/Soul Male Album: "Anytime" (Winner)

### Albums
Mercury-uitgaven
- 1991: Brian McKnight (album)|Brian McKnight
- 1995: I Remember You (Brian McKnight album)|I Remember You
- 1997: Anytime (Brian McKnight album)|Anytime

Motown-uitgaven
- 1998: Bethlehem (album)|Bethlehem (Christmas album)
- 1999: Back at One
- 2001: Superhero (Brian McKnight album)|Superhero
- 2002: From There to Here: 1989-2002
- 2003: U-Turn (album)|U-Turn
- 2005: Gemini (album)|Gemini

Warner Bros. Records-uitgaven
- 2006: Ten (Brian McKnight album)|Ten

E1 Entertainment
- 2008: I'll Be Home For Christmas
- 2009: Evolution Of A Man

### Singles
Mercury-uitgaven
- 1992: "The Way Love Goes"
- 1992: "Goodbye My Love"
- 1993: "One Last Cry"
- 1993: "After the Love"
- 1993: "Love Is (Vanessa Williams song)|Love Is" (Vanessa Williams and Brian McKnight)
- 1995: "Crazy Love"
- 1995: "On the Down Low"
- 1995: "Still in Love"
- 1997: "You Should Be Mine (Don't Waste Your Time)"
- 1998: "Anytime (Brian McKnight song)|Anytime"
- 1998: "Hold Me (Brian McKnight song)|Hold Me"
- 1998: "The Only One for Me"

Motown-uitgaven
- 1999: "Back At One (song)|Back at One"
- 2000: "6, 8, 12"
- 2000: "Stay or Let It Go"
- 2000: "Win (song)|Win"
- 2001: "Love of My Life (Brian McKnight song)|Love of My Life"
- 2001: "Still (Brian McKnight song)|Still"
- 2002: "What's It Gonna Be (Brian McKnight song)|What's It Gonna Be"
- 2003: "All Night Long (With Nelly)"
- 2003: "Shoulda, Woulda, Coulda"
- 2005: "What We Do Here"
- 2005: "Everytime You Go Away (Brian McKnight song)|Everytime You Go Away"

Warner Bros. Records-uitgaven
- 2006: "Find Myself In You"
- 2006: "Used To Be My Girl"

- Bibsys: 6077693
- Bibliothèque nationale de France: cb13972071k (data)
- Gemeinsame Normdatei: 134906055
- International Standard Name Identifier: 0000 0000 7839 7424
- Library of Congress Control Number: no97062289
- MusicBrainz: bf75ef89-7b4c-4771-ac43-4d5c10617190
- Nationale Bibliotheek van Tsjechië: xx0029907
- Nederlandse Thesaurus van Auteursnamen: 110971469
- Système universitaire de documentation: 085189162
- Virtual International Authority File: 85483581
- WorldCat: E39PBJt8p8vBg9XD6HMHKkVKVC